# نيك زابو
نيك زابو هو عالم حاسوب، وباحث قانوني، ومشفر معروف بأبحاثه في العقود الذكية والعملات الرقمية. يعيش في سايتل تحديداً في ولاية واشنطن.

## حياته العملية
تخرج من جامعة واشنطن في عام 1989 بدرجة بكالوريس في علوم الحاسوب، وحصل على الدكتوراه في القانون من كلية الحقوق بجامعة جورج واشنطن. كما يحمل درجة أستاذ فخري في جامعة فرانسيسكو ماروكين.

## المدفوعات والعملات الرقمية
تم تطوير عبارة ومفهوم الملكية الذكية بواسطة نيكولاس زابو بهدف تطبيق الممارسات المتطورة للغاية لقانون العقود وممارساته في تصميم بروتوكولات التجارة الإلكترونية بين الغرباء على الإنترنت. ففي عام 1994، كتب مقدمة حول هذا المفهوم، وفي عام 1996، قام باستكشاف ما يمكن أن تفعله العقود الذكية. من خلال هذه الابتكارات، اقترح سوقًا رقميًا يعتمد على هذه العمليات الآلية الآمنة تشفيرياً. كما جادل زابو بأن الحد الأدنى من تجزئة المدفوعات الدقيقة يتم تحديده بواسطة تكاليف المعاملات الذهنية. وفي فترة ما، كان مؤيدًا لتقنيات التمديد الحياة الاستروبيانية.
وفي عام 1998، صمم آلية لعملة رقمية لامركزية أطلق عليها اسم بت جولد. على الرغم من أن بت جولد لم يتم تنفيذه أبدًا، إلا أنه تم وصفه بأنه سابقة مباشرة لهيكل البيتكوين. وفقًا لزابو، كان يركز بشكل خاص على مشكلة الإنفاق المزدوج: "كنت أحاول تقليد خصائص الأمان والثقة للذهب في الفضاء السيبراني بأكبر قدر ممكن، وأهم هذه الخصائص هي أنها لا تعتمد على سلطة مركزية موثوقة." وفي هيكل بت جولد الذي صممه ، كان المشاركون يخصصون طاقة حاسوبية لحل المشكلات التشفيرية. وفي شبكة بت جولد، كانت المشكلات المحلولة تُرسل إلى السجل العام المقاوم للأعطال البيزنطية وتُسجل تحت المفتاح العام للحلّ. كل حل كان يصبح جزءًا من التحدي التالي، مما يخلق سلسلة متزايدة من الممتلكات الجديدة. وكان هذا الجانب من النظام يوفر طريقة للشبكة للتحقق من العملات الجديدة وتوقيعها زمنيًا، لأنه ما لم توافق الأغلبية من الأطراف على قبول الحلول الجديدة، لم يكن بإمكانهم البدء في المشكلة التالية.
على الرغم من أنه نفى مرارًا وتكرارًا ذلك، إلا أن هناك تكهنات حول كونه ساتوشي ناكاموتو، منشئ البيتكوين. وقد قدم المؤلف المالي دومينيك فريسبي أدلة ظرفية، لكنه اعترف أنه لا يوجد دليل قاطع على أن ساتوشي هو زابو. في رسالة بريد إلكتروني أرسلها إلى فريسبي في يوليو 2014، قال زابو: "أخشى أنك أخطأت في كشف هويتي كـ ساتوشي، لكنني معتاد على ذلك." كتب ناثانيال بوبر في صحيفة نيويورك تايمز أن "أقوى الأدلة تشير إلى رجل أمريكي منطوي من أصل هنغاري يدعى نيك زابو." وفي عام 2008، قبل إصدار البيتكوين، كتب زابو تعليقًا على مدونته حول نية إنشاء نسخة حية من عملته الافتراضية.